# Divisional Extra

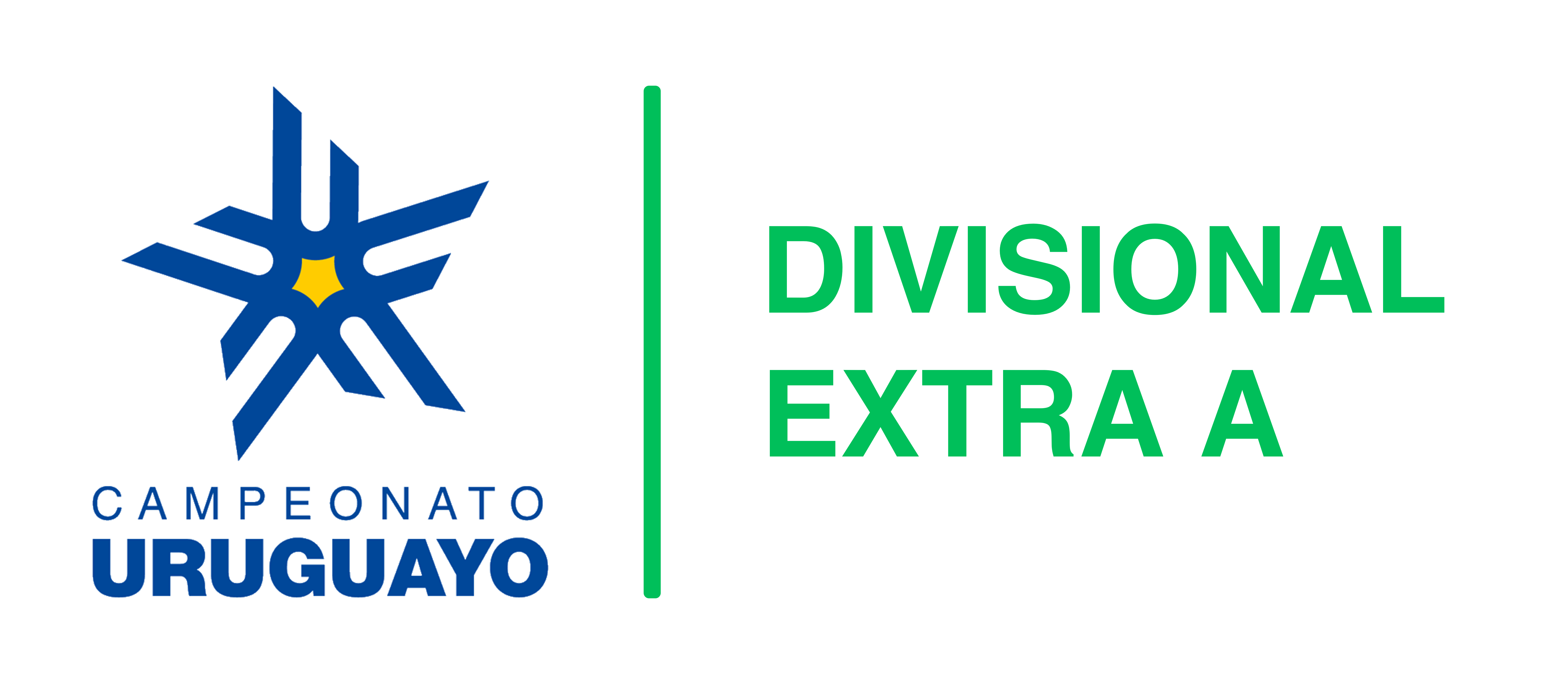
Logo der Divisional Extra

Die Divisional Extra, auch kurz Extra genannt, war eine Spielklasse im uruguayischen Fußball.
Die von der Asociación Uruguaya de Fútbol (AUF) organisierte Liga war von 1913 bis 1941 die dritte Spielklasse im uruguayischen Fußball. Von 1942 bis zu ihrer letzten Ausspielung 1971 war die Liga viertklassig. Im Jahr 1966 wurde die Extra in drei parallelen Wettbewerbsserien ausgetragen, so dass es in jenem Jahr drei verschiedene Meister gab. Rekordmeister der Divisional Extra war mit vier gewonnenen Meistertiteln CA Artigas.
Zum Spieljahr 1972 fusionierte die Divisional Extra mit der Divisional Intermedia zur Primera C, der seinerzeit dritthöchsten Liga des uruguayischen Fußballs unterhalb der Primera División und der Segunda División.

## Die Meister

### 1913–1942: Dritte Liga
| - 1913: CA Independencia - 1914: Charley FC - 1915: Worcester - 1916: Liverpool FC - 1917: CS Miramar - 1918: CA Fénix - 1919: CA Lito - 1920: Colón FC - 1921: CA Bella Vista - 1922: CA Capurro |  | - 1923: Belgrano Football Club - 1924: Washington - 1925: nicht ausgetragen - 1926: Tiro Federal - 1927: Tiro Federal - 1928: Oriental FC - 1929: nicht ausgetragen - 1930: Maroñas FC - 1931: Deportivo Juventud - 1932: Última Hora |  | - 1933: La Luz FC - 1934: CA Artigas - 1935: Bolton Wanderers - 1936: Uruguay Montevideo FC - 1937: CS Miramar - 1938: CA Artigas - 1939: San Carlos FC - 1940: CA Rosarino Central - 1941: Olivol FC - 1942: Danubio FC |

### 1943–1971: Vierte Liga
| - 1943: CA Dryco - 1944: Bahía FC - 1945: Canillitas del Uruguay - 1946: CA Artigas - 1947: C. Oriental d. F. - 1948: CS Cerrito - 1949: CA Rentistas - 1950: Juventud Imparcial - 1951: Mar de Fondo FC - 1952: Carlos Tellier - 1953: Misiones FC |  | - 1954: CSD Huracán Buceo - 1955: CA Platense - 1956: CA Boston River - 1957: CA Rentistas - 1958: Marconi FC - 1959: CA Basáñez - 1960: CA Expreso - 1961: CA El Tanque - 1962: CD Juventud Imparcial - 1963: CA Rentistas - 1964: CSD Villa Española |  | - 1965: CA Alto Perú - 1966: - A: CA Defensa - B: Atletic Celta - C: Centenario Juniors - 1967: nicht ausgetragen - 1968: CA Artigas - 1969: CA El Tanque - 1970: Marconi FC - 1971: Salus FC |

## Anzahl der Meistertitel je Verein
| - 4: Artigas - 3: CA Rentistas - 2: CA El Tanque - 2: Juventud Imparcial - 2: Marconi - 2: CS Miramar - 2: Oriental - 2: Tiro Federal - 1: CA Alto Perú - 1: Bahía - 1: CA Basáñez |  | - 1: Belgrano - 1: CA Bella Vista - 1: Bolton Wanderers - 1: CA Boston River - 1: Canillitas - 1: Capurro - 1: Carlos Tellier - 1: CS Cerrito - 1: Charley FC - 1: Colón FC - 1: Danubio FC |  | - 1: Deportivo Juventud - 1: Dryco - 1: Expreso - 1: CA Fénix - 1: CSD Huracán Buceo - 1: Independencia - 1: La Luz FC - 1: Lito - 1: Liverpool FC - 1: Mar de Fondo - 1: Maroñas |  | - 1: Misiones - 1: Olivol - 1: Platense - 1: Rosarino Central - 1: Salus FC - 1: San Carlos - 1: Última Hora - 1: Uruguay Montevideo FC - 1: CSD Villa Española - 1: Washington - 1: Worcester |